# 1925年セントルシア総選挙
1925年セントルシア総選挙（1925ねんセントルシアそうせんきょ）は、1925年3月9日に行われたセントルシアの選挙。候補者は3人いたが、いずれも選挙活動をほとんどせず、全員当選した。

## 背景
ハリファックス卿率いるウッド調査団（Wood Commission）は「人民が何らかの政治的発展に適するかを確かめる」べく、1922年にカリブ海のイギリス領諸島を歴訪した。セントルシアの代表は調査団にアピールして、代議政府協会（Representative Government Association）という政治改革キャンペーンのための協会も設立された。協会はコロンバス広場（Columbus Square）で意見交換会を開催、ルイス・マクヴェーン（Louis McVane）がそこで協会のマニフェストを読み上げた後ハリファックス卿の前でそれを再び発表した。
1924年、部分的に選挙で代議士を選出する立法院を成立する特許状が発された。

## 選挙制度
立法院は議員12名で構成され、うち3人は選挙で、3人は本国からの任命で選出される。残りの6名は植民地省長官、司法長官、財務長官、王立裁判所登録官、医務長、視学官。選挙ではセントルシアが北区、東区、西区という3つの選挙区に分かれる。

## その後
北区ではトマス・ウエストール（Thomas Westall）、東区ではジョージ・パルマー（George Palmer）が、西区ではトマス・ハル（Thomas Hull）が選出された。またジョージ・バーナード（George Barnard）、ウィリアム・デガゾン（William Degazon）、ガブリエル・ラフィット（Gabriel LaFitte）の3人が議員に任命された。立法院は1925年5月1日にはじめて会議を開いた。